# Amphisbaena tragorrhectes
Amphisbaena tragorrhectes е вид влечуго от семейство Amphisbaenidae.

## Разпространение
Видът е разпространен в Бразилия.